# Wayne Keown
Wayne Maurice Keown (29 de noviembre de 1949) es un luchador profesional retirado y mánager estadounidense conocido por  "Dirty" Dutch Mantell. Actualmente trabaja para Global Wrestling Evolution, como consultante creativo.
Keown debutó en 1972, como Wayne Cowan. Logró la fama en los circuitos independientes y regionales, además en World Championship Wrestling (WCW), como Dutch Mantel. Keown, también trabajó en World Wrestling Federation (WWF, ahora WWE) como Uncle Zebekiah desde a inicios hasta a mediados de los años 1990, y otra vez en los años 2010 como Zeb Colter. A fines de los años 1990 y 2000, trabajó como booker en World Wrestling Council (WWC), International Wrestling Association, Total Nonstop Action Wrestling (TNA) y Extreme Championship Wrestling (ECW).

## Primeros años
Keown se graduó de Walhalla High School en Walhalla, Carolina del Sur. Estudió en la Universidad Clemson por un año antes de ser reclutado para servir un año a la marina de los Estados Unidos con la 25.ª división de infantería durante la Guerra Vietnamita y recibió la Medalla del Servicio a Vietnam.

## Carrera

### Varios territorios (1972-1990)
Keown debutó en 1972 con el nombre de "Wayne Cowan". Posteriormente se volvería conocido como "Dutch Mantel", y agregó el ápodo de "Dirty" en 1980. Luchó para varias empresas sureñas, y logró un éxito considerable en la National Wrestling Alliance.
Mantel fue instrumental en las carreras de grandes estrellas de la lucha libre de los años 1990, incluyendo a The Blade Runners, quienes posteriormente lograrían la fama de forma individual como Sting y The Ultimate Warrior. Undertaker y Kane fueron recipientes del astuto conocimiento de lucha de Mantel, lo cual les sirvió de mucho en sus carreras. Mantel también es acreditado al darle a Steve Austin su nombre artístico, ya que el nombre verdadero de Austin era Steve Williams (el cual ya estaba en uso en la lucha libre por "Dr. Death" Steve Williams). Mantel originalmente consideró darle a Austin los nombres artísticos de "Stevie Rage" o "William Stevenson III". En la época, trabajaba como booker en el territorio de Memphis de Jerry Jarrett.
Mantel formó parte de equipos en pareja a lo largo de su carrera, incluyendo a The Kansas Jayhawks (con Bobby Jaggers), y The Desperados, el cual solo duró doce meses. Mantel logró su más grande notoriedad en 1979 cuando él y su entonces compañero de equipo, Cowboy Frankie Laine, como Los Vaqueros Locos, hicieron taquilla en el Estadio Hiram Bithorn en San Juan, Puerto Rico por nueve semanas consecutivas, un récord que sigue hasta la fecha. Ellos ponían US$ 1.000 en monedas de plata en una bolsa y se las daban como premio al equipo que pudiese derrotarlos.
Otro notable logro de Mantel fue en 1982, cuando él y Jerry "The King" Lawler se enfrentaron en una lucha entre favoritos. Los fanáticos estaban divididos entre ambos representantes de la lucha libre en Memphis. Mantel logró lo que ningún oponente pudo cuando Lawler era un face y era tener una victoria justa éncima de él. En 1986, después de que Lawler perdiera contra Bill Dundee en una lucha donde el perdedor debía dejar el pueblo, Lawler y Mantell hicieron las paces para enfrentarse a Dundee y Buddy Landel en una lucha donde las caídas no cuentan en el Mid South Coliseum en Memphis en frente de una candente multitud. La lucha fue en un récord de 26 caídas dentro de una hora y 15 minutos para poder lograrlo. La lucha terminó con Dutch Mantell cubriendo a Landel.

### World Championship Wrestling (1990-1991)
En 1990, trabajó para World Championship Wrestling (WCW) como comentarista en WCW WorldWide junto a Tony Schiavone y en 1991, WCW creó un stable llamado "the Desperados", consistiendo de Dutch Mantell, Black Bart, y Deadeye Dick. The Desperados tenían el gimmick de tres vaqueros torpes que buscaban hacer equipo con Stan Hansen para ir a WCW y volverse un equipo. Durante los siguientes meses, eran promovidos a través de series de vignettes en las cuales estos serían golpeados en saloones, buscando pueblos fantasmas y cabalgando. Hansen reportadamente no quería formar parte de dicho storyline y dejó WCW por Japón, para nunca más volver a luchar en los Estados Unidos. Sin Hansen, los miembros del grupo fueron utilizados como jobbers y fueron disueltos como stable al final del año.

### Smoky Mountain Wrestling (1991-1994)
Cuando la empresa independiente de lucha libre Smoky Mountain Wrestling abrió en 1991, Mantel, junto a Bob Caudle, sirvió como comentarista a color par las transmisiones por televisión y daría una perspectiva de heel. También tuvo un segmento de entrevistas llamado "Down & Dirty with Dutch," donde él entrevistaría a las estrellas de SMW. Mantel se quedó en Smoky Mountain hasta alrededor de 1994.

### World Wrestling Federation (1994-1997)
Desde 1995 hasta 1996, Mantel apareció en World Wrestling Federation como "Uncle Zebekiah." Fue el mánager de The Blu Brothers y, posteriormente, de Justin "Hawk" Bradshaw.

### WWE (2014-2016)
En 2014 paso su carrera como mánager de Jack Swagger hasta que tuvo que retirarse ya que Rusev el enemigo de Jack Swagger lo lesiono en la pierna. Luego de mucho tiempo ausente en WWE en Hell in a Cell 2015 regresó como tweener siendo mánager de Alberto Del Rio en su vuelta a la empresa por lo cual ambos regresarían para responder el reto abierto del United States Championship de John Cena el cual ganaría Alberto del Río. Finalmente y después de no aparecer por televisión, fue despedido el 6 de mayo de 2016.

## En lucha
- Movimientos finales
  - Scoop slam piledriver

- Luchadores manejados
  - Justin Bradshaw
  - Steve Corino
  - Eli Blu
  - Jacob Blu
  - The Undertaker
  - Sting
  - Ultimate Warrior
  - Kane
  - Jack Swagger
  - Antonio Cesaro
  - Alberto Del Rio

- Apodos
  - “Dirty”

## Campeonatos y logros
- Dyersburg Championship Wrestling
  - DCW Heavyweight Championship (1 vez)
- Georgia Championship Wrestling
  - NWA Georgia Junior Heavyweight Championship (1 vez)
- Global Wrestling Federation
  - GWF Tag Team Championship (1 vez) – con Black Bart
- Hoosier Pro Wrestling
  - HPW Heavyweight Championship (1 vez)
- Mid-South Wrestling Association
  - Mid-South Television Championship (1 vez)
  - MSWA Tennessee Heavyweight Championship (1 vez)
- NWA Mid-America / Continental Wrestling Association
  - AWA Southern Heavyweight Championship (5 veces)
  - AWA Southern Tag Team Championship (3 veces) – con Bill Dundee (1), Koko Ware (1), Tommy Rich (1)
  - CWA Heavyweight Championship (3 veces)
  - CWA International Heavyweight Championship (2 veces)
  - CWA World Tag Team Championship (2 veces) – con Austin Idol
  - NWA Mid-America Heavyweight Championship (12 veces)
  - NWA Mid-America Tag Team Championship (2 veces) – con Gypsy Joe (1), and Ken Lucas (1)
  - NWA Mid-America Television Championship (1 vez)
  - NWA Southern Tag Team Championship (1 vez) – with David Schultz
  - NWA Tennessee Tag Team Championship (2 veces) – with John Foley

- Southeastern Championship Wrestling / Continental Championship Wrestling
  - NWA Southeastern Continental Heavyweight Championship (1 vez)
  - NWA Southeastern Heavyweight Championship (Northern Division) (1 vez)
  - NWA Southeastern Television Championship (1 vez)

- United States Wrestling Association
  - USWA Unified World Heavyweight Championship (1 vez)
- World Wrestling Council
  - WWC North American Tag Team Championship (4 veces) – con Wayne Farris (1), and Frankie Laine (3)
  - WWC Universal Heavyweight Championship (1 vez)
  - WWC World Tag Team Championship (1 vez) – con Bouncer Bruno